# De zes zwanen
De Zes Zwanen is een sprookje uit Kinder- und Hausmärchen, de verzameling van de gebroeders Grimm, met als nummer KHM49. De oorspronkelijke naam is Die sechs Schwäne.

## Het verhaal
Een koning is op jacht in het bos en raakt zijn gezelschap kwijt, 's avonds vraagt hij een oude vrouw naar de weg. Het blijkt een heks te zijn en ze vertelt dat hij aan haar voorwaarden moet voldoen, anders zal hij het bos nooit meer verlaten. De koning moet de dochter van de heks tot koningin maken en hij wordt bij een huisje gebracht. Alhoewel het meisje mooi is, moet de koning huiveren als hij naar haar kijkt. De heks wijst de weg en de koning rijdt met het meisje naar zijn paleis, waar de bruiloft wordt gevierd. Uit een eerder huwelijk heeft de koning zes jongens en een meisje. Hij brengt ze naar een eenzaam kasteel, omdat hij bang is dat de stiefmoeder hen kwaad zal doen. Het kasteel is zo goed verstopt dat hijzelf het niet had kunnen vinden zonder de kluwen garen die een wijze oude vrouw hem gaf. Dit garen windt zichzelf af en wijst de juiste weg, zodra iemand het voor zich uit werpt.
De koning bezoekt zijn kinderen vaak en dit begint de koningin op te vallen. Voor veel geld verklappen de dienaren het geheim van de kluwen garen en de koningin maakt kleine witzijden hemdjes. Ze naait er een betovering in en ze wijzen haar de weg in het bos. Ze vindt de jongens en als de hemdjes hun lichaam raken, veranderen ze in zwanen. De koningin vertrekt, zonder van het bestaan van het zusje te weten. De volgende dag bezoekt de koning zijn kinderen en hoort dat de jongens verdwenen zijn. De koning wil zijn dochter dan meenemen, maar ze vraagt nog één nacht te mogen blijven. Die nacht vlucht ze het bos in en vindt de volgende dag een jachthut met zes bedjes. Ze durft er niet in te gaan liggen en verstopt zich onder een bed.
Als de zon bijna ondergaat, vliegen zes zwanen naar binnen en deze veranderen dan in haar broers. Ze hoort dat het een rovershut is en ze moet snel weg. De broers vertellen dat ze per dag slechts een kwartier lang in hun menselijke gedaante leven. Als het meisje zes jaren lang niet spreekt of lacht en in die tijd zes hemdjes kan maken van sterrenbloemen, dan wordt de betovering verbroken. Het meisje klimt in een boom en plukt sterrenbloemen, ze begint aan het naaiwerk en spreekt en lacht niet. Een koning gaat jagen en zijn mannen zien het meisje, ze antwoordt hen niet en gooit alle spullen toe. Alleen haar hemdje heeft ze aan, als de mannen haar naar de koning brengen.
Alhoewel ze niet spreekt, wordt de koning verliefd op het mooie meisje. Hij neemt haar mee naar zijn paleis en geeft haar kostbare kleding. Na enkele dagen trouwen ze, maar de moeder van de koning spreekt kwaad over de koningin. Na een jaar komt het eerste kind ter wereld en de oude vrouw neemt het kind weg en strijkt bloed om de mond van de jonge koningin. Ze beschuldigt haar ervan een menseneter te zijn. De koning gelooft dit niet, maar de koningin spreekt niet en naait enkel hemdjes. De jonge koningin bevalt van een jongen en de valse schoonmoeder herhaalt de diefstal en beschuldiging.
Een derde kind wordt geboren en opnieuw ontvreemdt de schoonmoeder de baby, de koning kan dan niet meer om de beschuldigingen heen. De jonge koningin wordt veroordeeld tot de brandstapel en op die dag verstrijken de zes jaren. De zes hemdjes zijn klaar, alleen de linkermouw ontbreekt aan een van de hemdjes. Wanneer het vuur wordt aangestoken, komen de zes zwanen aanvliegen. De jonge koningin gooit de hemdjes over hen heen en ze krijgen opnieuw hun menselijke gedaante. Alleen de jongste mist zijn linkerarm en hij heeft nog een zwanenvleugel op zijn rug. De koningin spreekt tot haar man en legt alles uit. De kinderen worden gevonden en de boze schoonmoeder wordt vastgebonden op de brandstapel en tot as verbrand. De koning en de koningin met haar zes broers leefden nog lang in geluk en vrede.

## Achtergronden bij het verhaal
- Het sprookje komt uit Hessen.
- Het sprookje kan gebaseerd zijn op een verhaal uit Feen-Mährchen (1801), dat weer put uit een volksbundel met verhalen over de zwaanridder. Het komt ook voor in een boek van een Franse monnik uit de twaalfde eeuw. Later schreef Hans Christian Andersen het sprookje De twaalf zwanen.
- Het sprookje is verwant met De trommelslager (KHM193).
- Het sprookje heeft veel overeenkomsten met de Ierse legende Children of Lir.
- De zwaan speelt een bijzondere rol in mythen en sprookjes, zie Leda, Lohengrin en ridder Friedbert. Meestal zijn het geen prinsen maar jonkvrouwen die in zwanen veranderen. Vaak hebben deze gedaanteverwisselingen plaats op midzomer. Zie ook metamorfose. Denk ook aan Het lelijke eendje.
- De kluwen wol doet denken aan de draad van de drie nornen en de draad van Ariadne, hiermee kon men de uitweg zoeken in het labyrint van de Minotaurus.
- Ook in Broertje en zusje (KHM11) en De zeven raven (KHM25) redt het zusje haar broer(s).
- Een soortgelijk verhaal staat in de Pentamerone van Giambattista Basile, hierin worden de jongens in duiven veranderd.
- Broers die in vogels worden veranderd, komen ook voor in De twaalf broeders (KHM9) en in De zeven raven (KHM25).
- De opdracht om te zwijgen komt ook voor in De twaalf broeders (KHM9).
- Het meisje dat haar toevlucht zoekt in een huisje, komt ook voor in Sneeuwwitje (KHM53).
- Vergelijk ook Het kind van Maria (KHM3), Het meisje zonder handen (KHM31), Bontepels (KHM65), Het aardmanneke (KHM91) en De drie vogeltjes (KHM96). Ook de (vervallen) sprookjes Prinz Schwan (KHM59a) en Die drei Schwestern (KHM82a) hebben overeenkomsten. Zie ook De draak met de zeven koppen.
- De mens in de gedaante van een dier komt voor in De kikkerkoning (KHM1), De twaalf broeders (KHM9), Broertje en zusje (KHM11), De zeven raven, De drie veren (KHM63), De gauwdief en zijn meester (KHM93), De groente-ezel (KHM122), De ijzeren kachel (KHM127), Het lammetje en het visje (KHM141), Sneeuwwitje en Rozerood (KHM161), Het boshuis (KHM169) en De kristallen bol (KHM197).
- De boze stiefmoeder komt in vele sprookjes voor, bijvoorbeeld Sneeuwwitje.
- Ook Doornroosje wordt verstopt op een geheime plaats in het bos in de versie De schone Slaapster in het Bos.
- De sterrenbloemen hebben overeenkomsten met de witte lelies uit De twaalf broeders (KHM9).
- Beschuldiging van moord op eigen kind komt ook voor in Het kind van Maria (KHM3) en De anjer (KHM76).
- In De geduldsteen wordt ook bloed om de mond van een jonge moeder gesmeerd, hier speelt de geduldsteen (aloë vera) een grote rol.

## Efteling
In het Sprookjesbos opende in 2019 de nieuwe darkride de Zes Zwanen. In deze attractie stap je in een zwaan die je rondleidt door een kasteel. Dit sprookje is ontworpen door Sander de Bruijn. In 2019 begon de bouw van het inmense sprookje. De kosten van dit sprookje bedroegen 2,5 miljoen euro.